# Azerbaigian e OSCE

Logo dell'OSCE

Bandiera dell'Azerbaigian

L'Organizzazione per la sicurezza e la cooperazione in Europa (allora "Conferenza sulla sicurezza e sulla cooperazione in Europa" / CSCE) è stata la prima organizzazione europea alla quale abbia aderito l'Azerbaigian. Il 30 gennaio 1992, l'Azerbaigian è stato ammesso alla CSCE (dal 1º gennaio 1995 la CSCE è stata ribattezzata OSCE). E subito dopo il conflitto armeno-azero è diventato oggetto di attenzione degli stati membri di questa organizzazione.

## Relazioni diplomatiche
Il 30-31 gennaio 1992, il Consiglio dei ministri degli Esteri della CSCE decise all'incontro di Parigi di inviare i suoi relatori nella zona del conflitto del Karabakh. A metà febbraio, la prima missione speciale della CSCE ha visitato l'Azerbaigian. Il 27-28 febbraio 1992, durante la riunione del Comitato Supremo dei funzionari ufficiali della CSCE, si sono svolti per la prima volta discussioni sul conflitto armeno-azero del Karabakh.
8-10 giugno 1992 a Helsinki, l'Azerbaigian ha partecipato per la prima volta al vertice CSCE.
L'Azerbaigian è entrato a far parte della Carta di Parigi della CSCE il 20 dicembre 1993.
Il 5-6 dicembre 1994 si è tenuto il vertice CSCE di Budapest. Come risultato del Vertice di Budapest, il 1º gennaio 1995 la CSCE è diventata l'OSCE.
Sulla i risultati del Vertice di Budapest, il 20 gennaio 1995 è stato istituito a Vienna un gruppo di pianificazione ad alto livello composto da rappresentanti militari nominati dagli Stati membri nel conflitto armeno-azerbaigiano.
Dal 1998, l'Ufficio delle istituzioni democratiche e dei diritti umani ha cooperato attivamente con il governo della Repubblica dell'Azerbaigian. Come risultato di questa collaborazione, molti progetti sono stati attuati nel campo della democratizzazione, dello stato di diritto e, in particolare, nel miglioramento della legislazione in materia di elezioni, migrazione, parità di genere e in altri campi. L'Ufficio delle istituzioni democratiche e dei diritti umani ha partecipato attivamente alle elezioni presidenziali, parlamentari e municipali tenutesi in Azerbaigian.
Il 18-19 novembre 1999, nel seguente vertice dei capi di stato e di governo degli Stati membri dell'OSCE, svoltosi a Istanbul, l'Azerbaigian ha aderito si è unito alla Dichiarazione di Istanbul e alla Carta per la sicurezza europea. I presidenti del vertice hanno menzionato il dialogo tra i presidenti di Armenia e Azerbaigian e hanno osservato che incontri regolari hanno creato le condizioni per dare dinamiche alla ricerca di una soluzione duratura e globale al problema del Karabakh.
Nel novembre di 1999, il Consiglio permanente dell'OSCE ha deciso di istituire l'Ufficio OSCE a Baku.
Il 18 luglio 2000, l'inaugurazione ufficiale dell'Ufficio OSCE si è svolta a Baku.
Nel dicembre di 2001, su iniziativa congiunta del Ministero degli affari esteri della Repubblica di Azerbaigian e del Presidente in esercizio dell'OSCE sulla libertà di stampa a Baku, si è tenuto un seminario sul tema "Sviluppo della libertà e della responsabilità della stampa in Azerbaigian".
È stata istituita una stretta collaborazione tra l'Assemblea nazionale (Milli Majlis) della Repubblica dell'Azerbaigian e l'Assemblea parlamentare dell'OSCE, che ha oltre 300 deputati. I deputati dell'Azerbaigian, rappresentati nell'OSCE, partecipano ogni anno alle sessioni dell'Assemblea parlamentare.
Il 7 dicembre 2002 si è tenuta a Porto la 10ª riunione del Consiglio dei ministri dell'Organizzazione per la sicurezza e la cooperazione in Europa, alla quale ha partecipato anche l'Azerbaigian. Il vertice ha rilevato l'importanza di proseguire il dialogo pacifico e invitare le parti del conflitto del Karabakh a proseguire i loro sforzi per risolvere il conflitto il più presto possibile sulla base di norme e principi del diritto internazionale.

### La missione OSCE
Nell'agosto 2013, la Missione OSCE ha monitorato la linea di contatto tra le forze armate di Armenia e Azerbaigian in direzione del villaggio di Chinari della regione di Tavowš in Armenia e della vicina regione di Tovuz in Azerbaigian.
Dal 28 giugno al 2 luglio 2014 a Baku si è tenuta la sessione ordinaria dell'Assemblea parlamentare dell'OSCE. Durante il vertice, le delegazioni russa e ucraina presso l'AP dell'OSCE hanno tenuto una riunione e hanno convenuto di proseguire il dialogo.
L'11 novembre 2014, il ministero della Difesa dell'Azerbaigian, l'esercito del paese, ha abbattuto un elicottero Mi-24 appartenente alle forze armate armene, che "è entrato nel campo di combattimento, ha tentato di attaccare le posizioni dell'Azerbaigian". Il 12 novembre, il Segretario Generale Lamberto Zannier ha affermato che l'OSCE è preoccupata per gli eventi che circondano il disastro aereo del Nagorno-Karabakh e ritiene che tali incidenti possano espandere la portata della crisi. Nel novembre 2014, il rappresentante speciale del Presidente in esercizio dell'OSCE per la soluzione del conflitto del Karabakh, l'ambasciatore Andrzej Kasprzyk, ha visitato l'area della caduta dell'elicottero dell'aviazione militare della Repubblica di Nagorno-Karabakh non riconosciuta, abbattuto dalle forze armate dell'Azerbaigian.
Nel dicembre 2014, i co-presidenti del gruppo di Minsk dell'OSCE James Warlick (USA), Igor Popov (Russia) e Pierre Andrieu (Francia) si sono incontrati a Berlino con funzionari tedeschi. Durante l'incontro sono stati discussi i modi per risolvere il conflitto.
Nel giugno 2015, il governo dell'Azerbaigian ha deciso di ritirare la propria firma in virtù del Memorandum d'intesa con l'OSCE sul funzionamento dell'ufficio dell'organizzazione di Baku e ha concesso all'OSCE un mese per chiudere l'ufficio.
L'11 luglio 2016 a Vienna, con la partecipazione del Gruppo OSCE di Minsk, sono state condotte discussioni in relazione al conflitto del Nagorno-Karabakh.
Il 7 settembre 2016 sulla linea di contatto delle truppe dell'Azerbaigian e dell'Armenia, sul valico di montagna Omar del distretto di Göygöl, è stato condotto un altro monitoraggio.
In conformità con il mandato del Rappresentante personale del Presidente in esercizio dell'OSCE, il 21 dicembre, nella direzione della regione di Qazax, al confine di stato dell'Azerbaijan e dell'Armenia, è stato condotto un altro monitoraggio.

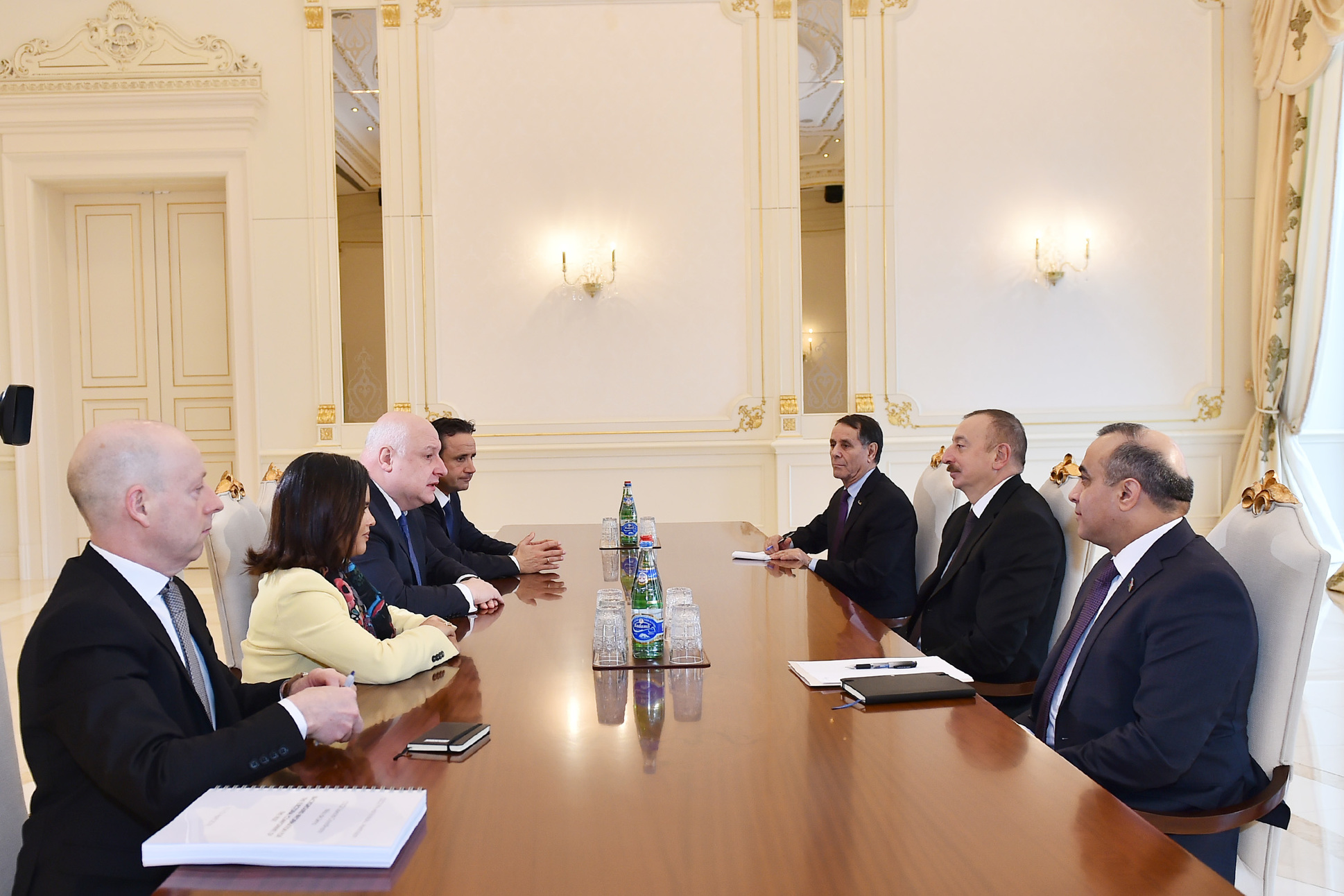
İlham Əliyev ha ricevuto una delegazione guidata dall'Assemblea parlamentare dell'OSCE

Il 19 giugno 2017, i co-presidenti del gruppo di Minsk dell'OSCE Richard Hoagland (USA), Stefan Visconti (Francia), Igor' Popov (Russia) e Rappresentante personale del Presidente in esercizio dell'OSCE Anzhei Kasprzyk (Polonia) hanno fatto visita a Baku. Lo scopo principale della visita alla regione in giugno era di familiarizzare con le posizioni delle parti in relazione alle successive misure per risolvere il conflitto del Nagorno-Karabakh dopo l'incontro trilaterale a Mosca il 28 aprile dello stesso anno, nonché la situazione generale nella zona di conflitto.
Il 7 luglio 2017 a Minsk durante una riunione della commissione per gli affari politici e la sicurezza dell'Assemblea parlamentare (AP) l'OSCE ha discusso un progetto di risoluzione "Sull'espansione della fiducia reciproca e della cooperazione per la pace e la prosperità nella regione dell'OSCE". Nel corso della riunione, le delegazioni di Armenia e Azerbaigian hanno presentato proposte in merito all'introduzione di aggiunte al progetto di risoluzione. La proposta dei parlamentari armeni in connessione con l'introduzione del principio di autodeterminazione dei popoli nella risoluzione è stata respinta dall'AP. Le proposte del vicepresidente dell'AP dell'OSCE, Azay Guliyev, invece sono state adottate a maggioranza. In base alla modifica introdotta al paragrafo 8 della risoluzione, è stato indicato il principio della risoluzione del conflitto nell'area dell'OSCE. Il documento chiede di risolvere i problemi solo nel quadro dell'integrità territoriale, riconosciuto dalla comunità internazionale dei confini e della sovranità dei paesi coinvolti nei conflitti. Secondo l'emendamento introdotto nel paragrafo 14 della risoluzione, è stato osservato che gli sfollati interni e i rifugiati della regione dell'OSCE devono tornare volontariamente, in sicurezza, con dignità e senza ostacoli alle loro terre natali e si è espressa preoccupazione per la situazione umanitaria delle persone private dei loro diritti di proprietà.
A luglio 2017 si è tenuta la 26ª sessione della PA dell'OSCE. Alla sessione dell'Assemblea parlamentare dell'OSCE a Minsk, è stata introdotta la bozza di risoluzione su "Il multiculturalismo - il ruolo dei valori culturali nello sviluppo della democrazia nel contesto della globalizzazione", sponsorizzata dal membro della delegazione dell'Azerbaigian Tahir Mirkishili. Dopo le discussioni, il progetto di risoluzione è stato messo ai voti ed è stato adottato. La bozza di risoluzione mira a sviluppare e preservare vari valori culturali, contribuendo allo sviluppo democratico nella regione dell'OSCE e diffondendo le tradizioni azere del multiculturalismo sulla scena internazionale.
Il 12 ottobre 2017, in conformità con il mandato del Rappresentante personale del Presidente in esercizio dell'OSCE sul confine statale dell'Azerbaigian e dell'Armenia nella direzione della regione di Gazakh, è stato effettuato il monitoraggio del regime di cessate il fuoco.
Alla fine di ottobre 2017 la linea ferroviaria Baku-Tbilisi-Kars è stata messa in funzione. Presidente di PA dell'OSCE Gigi Tsereteli ha detto che attraverso la linea ferroviaria Baku-Tbilisi-Kars, sarà semplificata l'integrazione nell'economia mondiale e nel mercato europeo e ha dichiarato che conferma anche la collaborazione strategica tra i tre paesi.
È stato effettuato il monitoraggio sulla linea di contatto tra le forze armate dell'Azerbaigian e dell'Armenia nel territorio del distretto di Tərtər in conformità con il mandato del Rappresentante personale del Presidente in esercizio dell'OSCE nell'8 novembre di 2017.
Il 9 novembre 2017 si è tenuto un incontro nel Consiglio permanente dell'OSCE con la partecipazione dei copresidenti del Gruppo di Minsk dell'OSCE e del Rappresentante personale del Presidente in esercizio dell'OSCE. Alla riunione hanno partecipato rappresentanti del Gruppo di pianificazione ad alto livello dell'OSCE e le delegazioni permanenti dell'Azerbaigian e dell'Armenia all'OSCE. Durante l'incontro sono stati discussi il conflitto del Nagorno-Karabakh e le misure volte al suo appianamento.